# Juan Bautista Monegro
Juan Bautista Monegro (Campoo de Yuso, 1545 – Toledo, 16 febbraio 1621) è stato uno scultore e architetto spagnolo.

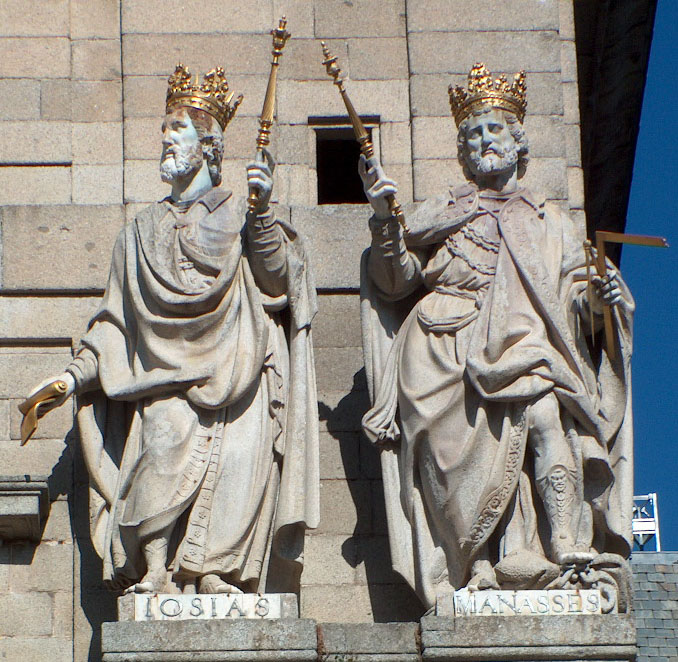
I re Giosia e Manasse sulla facciata della Basilica di San Lorenzo

Era il fratellastro del pittore Luis de Carvajal e aveva altri due fratelli.

## Biografia
Era figlio di Luis Gómez, nativo di Ciruelos, e di Elena Sánchez de Monegro, originaria di Toledo.
Tutti i biografi che hanno scritto della sua vita dicono che era stato in Italia per apprendere l'arte della scultura, che conosceva l'italiano e aveva contatti con i Leoni, in particolare Pompeo Leoni, ma José de Sigüenza che era suo amico non lo riferisce. Nel 1566 si trovava a Toledo dove realizzò opere di architettura e scultura in stile rinascimentale manierista. Nel 1569 iniziò a lavorare alla Porta della Presentazione della Cattedrale di Toledo.
C'è un atto notarile del 10 luglio 1572 che lo cita, con altri tre artisti, un altro scultore, Andrés Sánchez, e i due pittori Pedro de Cisneros el Mozo e Juan Sánchez Dávila, come scelto per la realizzazione della pala dell'altare maggiore della chiesa del Convento di Santa Isabel de los Reyes di Toledo. La sua realizzazione dovrebbe essere iniziata nel 1570 o nel 1571.
Lavorò presso il Monastero dell'Escorial dal 1572 su richiesta di Filippo II e del suo amico Juan de Herrera. Fu di nuovo a Toledo, nel 1575, ma lavorò principalmente all'Escorial dove realizzò undici statue fino al 1589:
- un ornamento in legno per la sagrestia della Basilica di San Lorenzo è la prima opera menzionata,
- i sei re di Giuda posti sui piedistalli della facciata della Basilica di San Lorenzo,
- San Lorenzo, statua di 4,20 metri di altezza, posta in una nicchia, sopra il portone principale del monastero,
- i 4 evangelisti collocati nelle nicchie del "Patio de los Evangelistas" del chiostro del monastero.

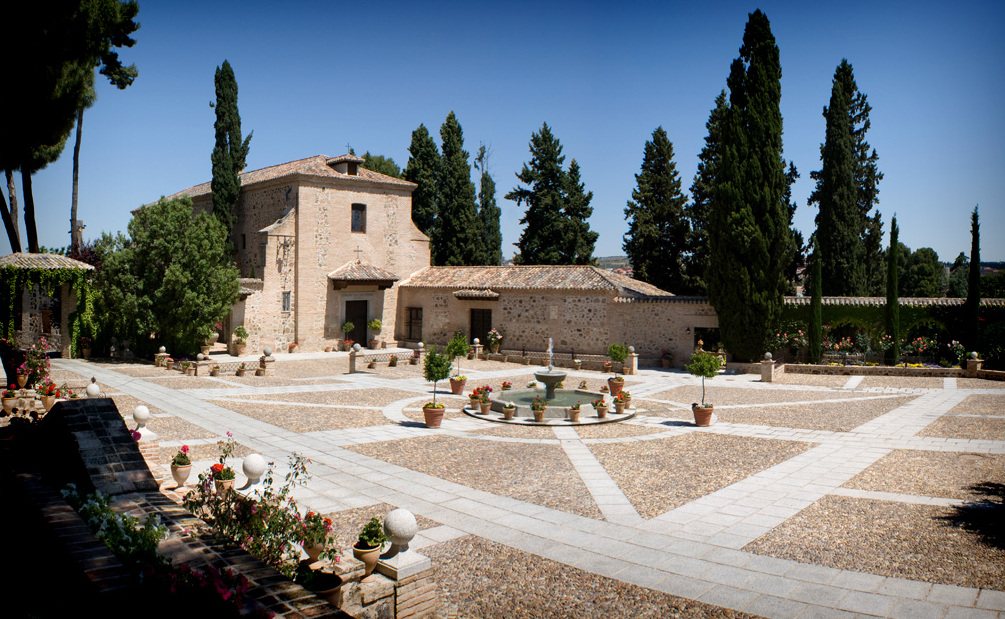
L'eremo di Santo Ángel Custodio

Progettò ed eseguì la pala d'altare per il Convento di Santa Clara la Real a Toledo nel 1579. Progettò anche l'Eremo di Santo Ángel Custodio de Toledo, che fu completato dopo la sua morte.
Nel 1597, per onorarlo per l'alta qualità del suo lavoro all'Escorial, il re lo nominò maestro dei lavori dell'Alcázar Reale. Da questo momento, Toledo diventane il luogo dove svolse la sua opera che divenne essenzialmente architettonica.
Il 29 dicembre 1606, dopo la morte di Nicolás Vergara il Giovane, fu nominato capomastro e scultore della Cattedrale di Toledo. Costruì la cappella di Nuestra Señora del Sagrario.
Sua moglie, Catalina de Salcedo, fece testamento il 19 settembre 1601, morì il 14 marzo 1620 e venne sepolta nella chiesa parrocchiale di San Lorenzo. Egli ottenne dal consiglio del governo dell'arcidiocesi di costruire una cappella dedicata a San Blas nella sagrestia della chiesa di San Lorenzo per installare la sua tomba e quella della moglie e dotarla di 4 000 maravédis di rendita. Egli morì a Toledo il 16 febbraio 1621, apparentemente senza lasciare discendenti.